# Alejandro Sanz
Alejandro Sánchez Pizarro alias Alejandro Sanz est un chanteur et musicien espagnol né à Madrid le 18 décembre 1968. Célèbre en Espagne et en Amérique latine depuis le début des années 1990, avec des chansons telles que Pisando fuerte, Corazón Partío, No es lo mismo, Si tú me miras...
Il a vendu plus de 25 millions de copies de ses disques dans le monde et a gagné 20 Latin Grammys et 3 Grammys américains.
Alejandro Sanz a marqué une époque dans la musique espagnole avec son album Más en 1997, étant cet album le plus vendu de l'histoire de l'Espagne et l'un des principaux dans la langue espagnole, un disque qui est même étudié dans l'université de Berklee aux États-Unis.
En 2000, il est déjà une figure consolidée en Amérique Latine et en Espagne, El Alma Al Aire est son sixième album et laisse entrevoir ce changement de flamenco, de sons latins et rock confirmés en No es lo Mismo (2003) et El Tren de los Momentos (2006).
En 2009 Paraíso Express a été mis en vente, qui comprenait le duo avec l'artiste américaine Alicia Keys appelé Looking for Paradise.
En 2012 La Música No Se Toca, un album pop classique qui serait le premier disque avec le label Universal Music. En 2015, il a sorti son dernier album intitulé Sirope, un mélange de pop, rock et funk, démontrant une polyvalence dans les paroles et les styles.
Le 24 juin 2017, il fête dans un concert unique et spectaculaire le vingtième anniversaire de Más, dans le Stadium Vicente Calderón, dont Il a vendu 50 000 tickets en 30 minutes.
Il est connu en France pour la chanson La Tortura en duo avec la chanteuse colombienne Shakira. Il a aussi fait un duo avec le chanteur et compositeur brésilien Ivan Lins, dans la chanson Llegaste dans l'album Intimate (2009), une traduction en espagnol du titre original Vieste composée par Vitor Martins.

## Biographie
Alejandro Sanz est né à Madrid, en Espagne, le 18 décembre 1968. Il était le plus jeune fils de María Pizarro et de Jesús Sánchez. Il a grandi dans le quartier de Moratalaz, à l'est de Madrid. Alejandro Sanz a rappelé que "À l'époque, les enfants grandissaient dans la rue... Je ressemblais un peu au groupe troubadour; celui qui joue de la guitare et chante. Cela me permet d'éviter beaucoup de problèmes." Le père de Alejandro Sanz, vendeur de livres à domicile, jouait de la guitare avec professionnalisme, ce qui a inspiré Alejandro Sanz, sept ans, à apprendre à jouer de l'instrument. Il a poursuivi l'instrument avec une intensité qui a fini par frustrer sa mère, qui s'est cassée la guitare un matin après que son jeu ait empêché la famille de dormir. 
Enfant, il a été exposé à la musique traditionnelle flamenco alors qu'il passait ses vacances d'été dans l'Andalousie natale de ses parents, dans le sud de l'Espagne. À l'origine, Alejandro Sanz avait l'intention de devenir un interprète de flamenco, mais il trouvait les professeurs de musique trop stricts. Commentant ses premières expériences, Alejandro Sanz a expliqué: « Le flamenco peut être très dur pour les débutants. Si vous perdez le rythme, ils vous jettent avec : "Vous n'êtes pas bon, mon garçon !" » Ils sont très stricts et très cruels. Mais c’est aussi une éducation merveilleuse, que ce soit pour apprendre à jouer ou pour jouer autrement. "Il a estimé qu’il ne pouvait rivaliser avec ses pairs et a décidé de se concentrer sur la création de musique pop avec du flamenco. influences, voir le flamenco comme un "style de vie" mieux adapté aux autres.
En 2010, il reçoit la Médaille d'or du mérite des beaux-arts par le Ministère de l'Éducation, de la Culture et des Sports.
En 2015, il devient juge avec Laura Pausini et Ricky Martin du concours de chant en espagnol La Banda pendant une saison.

## Discographie
- 1989 : Los chulos son pa' cuidarlos (sous le nom d'Alejandro Magno)
- 1991 : Viviendo Deprisa
- 1993 : Si tú me miras
- 1994 : Básico
- 1995 : Alejandro Sanz 3 (en espagnol, italien et portugais)
- 1997 : Más
- 1998 : Edición Especial Gira 98
- 1999 : Best of Alejandro Sanz (uniquement aux États-Unis)
- 2000 : El alma al aire
- 2001 : El alma al aire (edición especial)
- 2001 : MTV Unplugged
- 2003 : No es lo mismo
- 2004 : No es lo mismo (edición especial gira)
- 2004 : Grandes éxitos 91_04
- 2006 : El tren de los momentos
- 2007 : El tren de los momentos en vivo
- 2009 : Paraíso express
- 2010 : Canciones para un paraison en vivo
- 2012 : La Música no se toca
- 2013 : La Música no se toca en vivo
- 2015 : Sirope
- 2016 : single Deja Que Te Bese ft. Marc Anthony
- 2019 : Back In The City (Avec Nicky Jam.)
- 2019 : Mi Persona Favorita (feat. Camila Cabello)
- 2021 : Un Beso en Madrid (avec TINI)

### Participations
- 2001 : Todo Para Ti, chanson de Michael Jackson avec un collectif d'une trentaine d'autres artistes.
- 2007 : Corazón partío, dans l'album Multishow Ao Vivo: Ivete no Maracanã de Ivete Sangalo.

## Reconnaissances
- 2022 : Hijo Predilecto de Andalucía

## Alejandro Sanz par d'autres artistes
Le 20 septembre 2011, le crooner Tony Bennett sort Duets II, un album de duos comprenant le titre Yesterday I Heard To Be You co-interprété avec Alejandro Sanz.